# Kathrin Hendrich
Kathrin-Julia Hendrich (Eupen, 6 aprile 1992) è una calciatrice belga naturalizzata tedesca, centrocampista del Wolfsburg e della nazionale tedesca.
Plurititolata con i club e più volte convocata con le nazionali giovanili della Germania, è stata campione d'Europa con la formazione Under-19 nell'edizione di Italia 2011 e, con quella Under-20, vicecampione del Mondo nell'edizione di Giappone 2012. Con quella maggiore ha raggiunto la finale, persa con le padrone di casa, dell'Europeo di Inghilterra 2022 e conquistato il bronzo olimpico all'edizione di Parigi 2024.

## Carriera

### Club
Hendrich ha iniziato la sua carriera all'età di sette anni nella sua città natale con l'FC Eupen 1963, prima di trasferirsi, dopo quattro anni, al Teutonia Weiden nell'estate del 2003. Dopo altre sei stagioni, nell'estate 2009 ha lasciato il club di Würselen per unirsi al Bayer Leverkusen dalla stagione entrante. In rosa con la prima squadra debutta nel girone Süd della 2. Frauen-Bundesliga, livello cadetto della piramide calcistica di categoria, il 29 settembre 2009, alla 1ª giornata di campionato, nella vittoria interna per 4-0 con il Löchgau. Alla sua prima stagione del club di Leverkusen il tecnico Doreen Meier la impiega in 16 incontri su 22, con Hendrich che a fine stagione festeggia con le compagne la promozione in Frauen-Bundesliga, raggiunta dopo sole due stagioni di esistenza della squadra. Il debutto in Bundesliga avviene il 15 agosto 2010, 1ª giornata di campionato, nella pesante sconfitta interna per 9-0 con il 2001 Duisburg. Nonostante il consistente divario tecnico con le squadre di vertice, il Bayer Leverkusen riesce a essere sufficientemente competitivo da tenersi al di sopra della zona retrocessione, inaugurando una serie di stagioni dove rimane sempre in Frauen-Bundesliga. In questo periodo Hendrich, impiegata come difensore centrale o centrocampista difensivo, sigla la sua prima rete in Bundesliga il 25 settembre 2011, aprendo le marcature nella partita casalinga con il Lokomotive Lipsia persa alla fine per 3-2, e rimane legata alla società per altre due stagioni indossando la fascia di capitano, la migliore delle quali risulta la 2013-2014, 7º in campionato e giunta agli ottavi di finale di Coppa di Germania (DFB-Pokal der Frauen).

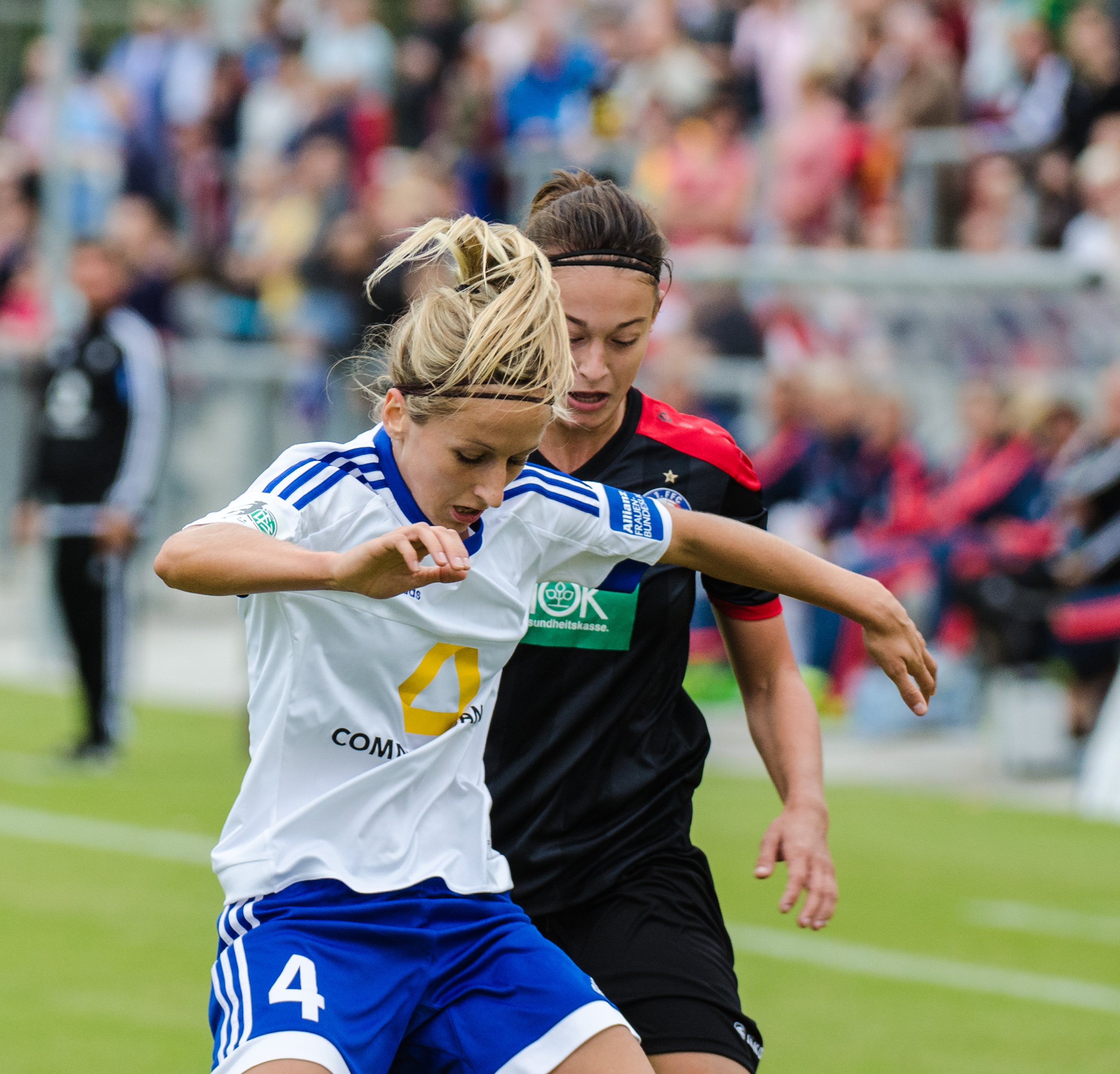
Kathrin Hendrich con la maglia dell'1. FFC Francoforte nel 2015.

Nel frattempo, l'11 febbraio 2014 viene annunciato il suo trasferimento all'1. FFC Francoforte per la stagione 2014-2015, club con il quale ha firmato un contratto fino al 30 giugno 2016. Sotto la guida tecnica dell'inglese Colin Bell si conferma punto fisso del reparto difensivo della squadra di Francoforte sul Meno, venendo impiegata in 21 dei 22 incontri di campionato, alle quali si sommano le 3 in Coppa di Germania e le 7 in Champions League, debuttando nel torneo UEFA per club l'8 ottobre 2014, nel pareggio esterno per 2-2 con del campionesse kazake del BIIK Kazygurt. In questa sua prima stagione all'1. FFC Francoforte contribuisce alla scalata fino al 3º posto in Bundesliga, alle semifinali in Coppa ma, soprattutto, nella conquista del 4º titolo di campione d'Europa, gli altri tre conquistati quando il torneo era denominato UEFA Women's Cup, che è anche il primo importante trofeo sollevato da Hendrich nella sua carriera professionale. Nelle stagioni successive Bell e poi, dal febbraio 2016, Matt Ross che lo sostituisce sulla panchina del club tedesco fino al settembre 2017, e infine Niko Arnautis nella sua ultima stagione in tenuta bianca e nera, continuano a darle fiducia facendola scendere in campo da titolare sia in campionato che in coppa, tuttavia le prestazioni della squadra hanno una flessione e sebbene nella stagione 2015-2016 l'1. FFC Francoforte difende il titolo concludendo al 3º posto in campionato e giungendo in semifinale di Champions League, eliminate dalle connazionali del Wolfsburg, le stagioni seguenti lo vedono lottare per posizioni di centroclassifica. Ciò influisce nella decisione di lasciare il club al termine della stagione 2017-2018, con un tabellino di 86 presenze, con 4 gol realizzati, nella Bundesliga femminile.
Durante la successiva sessione di calciomercato estivo Hendrich trova un accordo con il Bayern Monaco, per indossare la maglia del club bavarese dalla stagione entrante. Qui il tecnico Thomas Wörle decide di farla debuttare il 20 settembre 2018, alla 2ª giornata di campionato, nella rotonda vittoria interna per 4-0 sull'MSV Duisburg rilevando l'olandese Jill Roord al 75'. In quella stessa stagione segna anche il suo primo gol con la nuova maglia, il 2 dicembre 2018 alla 10ª giornata di Bundesliga, siglando la rete che al 17' riporta in parità la partita con il Friburgo prima che si concretizzasse la vittoria esterna del Bayern per 2-1. Torna inoltre a disputare la Champions League, condividendo con le compagne il percorso che dopo aver superato in sequenza Spartak Subotica, Zurigo e Slavia Praga giunge alle semifinali dovendo affrontare il Barcellona, squadra che elimina le tedesche superandole per 1-0 in entrambe le partite di andata e ritorno. In questo contesto Hendrich scende in campo in 7 degli 8 incontri disputati dalla sua squadra, ai quali si aggiungono le 21 presenze in campionato, dove il Bayern bissa il risultato della stagione precedente, il 2º posto e l'accesso in Champions, e le 3, su 4, in DFB-Pokal, con la squadra bavarese fermata in semifinale dal Wolfsburg.

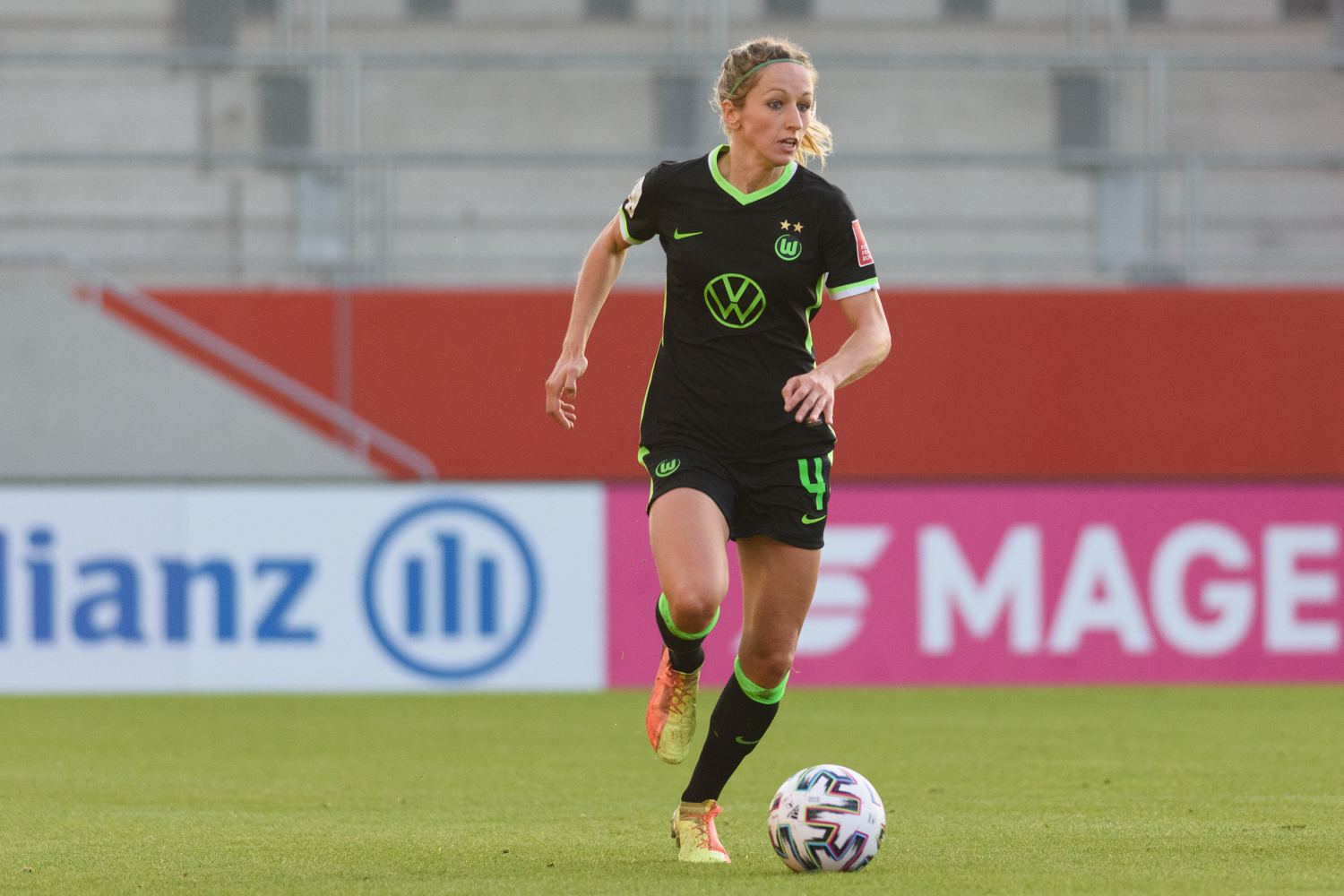
Hendrich in tenuta nel novembre 2020 nell'incontro di Frauen-Bundesliga con il.

Rimasta anche per la stagione 2019-2020, matura altre 19 presenze in Bundesliga, andando a segno in due occasioni, autrice dell'unica rete del Bayern nella sconfitta interna per 2-1 con il Bayer Leverkusen alla 3ª giornata e ripetendosi aprendo le marcature nella vittoria interna per 3-0 sull'Hoffenheim, poi altre 2 presenze in Coppa, Bayern eliminato già agli ottavi di finale dal solito Wolsfburg, e 3 su 5 incontri in Champions, con le bavaresi eliminate ai quarti di finale dall'Olympique Lione, francesi che poi andranno a conquistarsi il loro 7º titolo di campionesse d'Europa. Tra le due stagioni viene anche impiegata in un'occasione nella squadra riserve (Bayern Monaco II), facendo la sua unica comparsa il 16 settembre 2018, alla 3ª giornata del campionato di 2. Frauen-Bundesliga, nella vittoria interna per 2-0 sull'SGS Essen II.
Nell'estate 2020 si trasferisce alle rivali e campionesse di Germania in carica del Wolfsburg, sottoscrivendo un contratto che la lega alla squadra delle Wölfinnen fino al 30 giugno 2022. A disposizione del tecnico Stephan Lerch, inaugura la stagione 2020-2021 il 4 settembre 2020, scesa in campo da titolare alla 1ª giornata di campionato nella vittoria interna per 3-0 sull'SGS Essen, per poi andare a segno per la prima volta con la nuova maglia alla 19ª giornata, siglando la rete del parziale 2-1 nella combattuta vittoria interna per 3-2 con il Turbine Potsdam. In quella sua prima stagione, dovendo disertare il terreno di gioco a causa di un infortunio al ginocchio subito in allenamento e al conseguente periodo di riabilitazione, marca complessivamente 15 presenze, con 2 reti, in Bundesliga, alle quali si aggiungono le 3 in Coppa, saltando la finale vinta 1-0 sull'Eintracht Francoforte dove la sua squadra si aggiudica il 7º trofeo, e le 3 in Champions League prima che il Wolfsburg venisse eliminato dal torneo dal Chelsea ai quarti di finale.
L'arrivo di Tommy Stroot sulla panchina della squadra dalla stagione 2021-2022 non muta la fiducia nel difensore che viene schierata con regolarità in campionato, per lei 20 presenze su 22 incontri con due reti siglate, a Werder Brema e, fondamentale per la corsa al titolo, nello scontro diretto dell'8ª giornata nella vittoria esterna per 1-0 con la sua ex squadra del Bayern Monaco, così come in Coppa, tutte le 5 partite disputate fino alla finale, e in tutti i 12 incontri di Champions League prima dell'eliminazione, nelle semifinali, da parte del Barcellona. Nella sua prima stagione con il club di Wolfsburg coglie inoltre un altro importante risultato in carriera, il suo primo double campionato-coppa.

### Nazionale
Hendrich inizia ad essere convocata dalla Federcalcio tedesca nel 2007, inizialmente per indossare la maglia della formazione Under-15, con la quale ha debuttato l'11 aprile 2007, nel Buckinghamshire, nella vittoria per 2-0 sulle pari età dell'Inghilterra, e marcando in quell'anno altre quattro presenze. Sempre del 2007 è il suo passaggio all'Under-16, con la quale ha disputato otto partite internazionali, la prima il 30 ottobre a Wiesloch, vittoria per 7-0 sulla Francia, e l'ultima il 5 luglio 2008 a Reykjavík nella vittoria per 5-0, ancora sulla Francia, in occasione della Nordic Cup. In quel torneo ha segnato anche il suo unico gol internazionale a livello giovanile, marcando la sesta rete tedesca nella vittoria per 7-0 sulla Norvegia il 30 giugno 2008.
Saltando completamente il passaggio in Under-17, nel corso del 2009 viene convocata per la prima volta con la Under-19 dove debutta in amichevole il 27 ottobre 2009, nella partita dove le tedesche superano per 1-0 le pari età dell'Svezia. In seguito il tecnico Maren Meinert la chiama nella squadra invitata all'edizione 2010 del Torneo di La Manga e, dopo averla nuovamente testata in alcune amichevoli decide di inserirla in rosa con squadra che affronta la fase finale dell'Europeo di Macedonia 2010. Meinert la impiega in tutte le tre partite della fase a gironi e nella semifinale con la Francia, risolta solo ai tiri di rigore in favore delle francesi dopo che ai tempi supplementari il risultato era rimasto 1-1.
Rimasta in quota anche per l'anno successivo, Meinert le rinnova la fiducia inserendola, dopo averne saggiato la condizione in alcune amichevoli, nella rosa della squadra impegnata nell'Europeo di Italia 2011. Hendrich scende in campo in tutti i cinque incontri disputati, tra i quali la finale dove la Germania si impone con un netto 8-1 sulle avversarie della Norvegia e conquista il sesto trofeo femminile Under-19 della sua storia sportiva, risultato che le garantisce l'accesso anche al Mondiale Under-20 di Giappone 2012. In totale, tra il 2009 e il 2011, Simon veste la maglia dell'U-19 in 13 occasioni, 4 delle quali in amichevole.
Nell'ottobre 2011, Hendrich ha debuttato con la Under-20 in un test match contro il Belgio, prima di essere inserita da  Meinert, responsabile anche della U-20, nella rosa delle 21 calciatrici che affrontano il Mondiale di Giappone 2012. Scesa in campo in tutti i sei incontri disputati dalla Germania, la squadra ha raggiunto, senza subire gol, la finale dell'8 settembre 2012, perdendola con il risultato di 1-0 con gli Stati Uniti classificandosi al 2º posto.

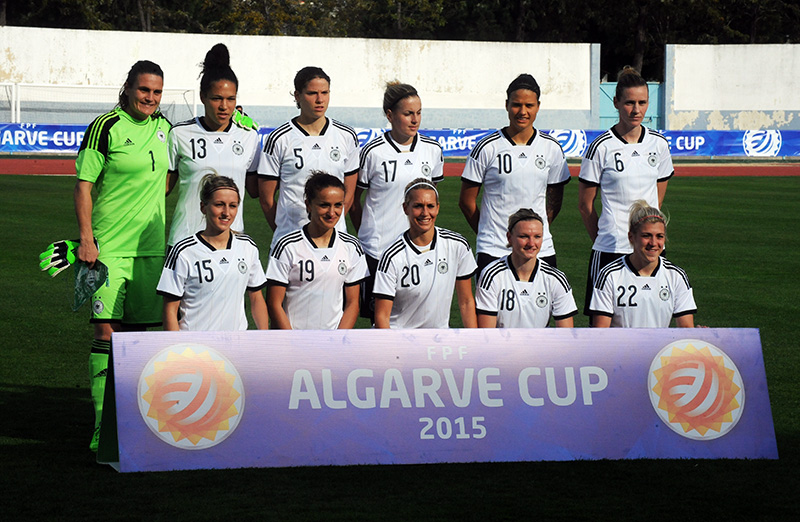
La nazionale maggiore schierata all'Algarve Cup 2015; Hendrich è in basso a sinistra col numero 15.

Per tornare a vestire la maglia della Germania, questa volta della nazionale maggiore, deve attendere il 2014 quando la selezionatrice Silvia Neid la inserisce, assieme all'altra esordiente Babett Peter, nella rosa della squadra che affronta l'Algarve Cup 2014. In quest'occasione fa il suo debutto il 5 marzo ad Albufeira, nell'incontro inaugurale del girone, rilevando al 62' Lena Goeßling nella netta vittoria per 5-0 sull'Islanda, condividendo infine con le compagne la vittoria del 3º trofeo ottenuto superando per 3-0 in finale il Giappone. Neid decide di concederle nuovamente fiducia, impiegandola in tre incontri delle qualificazioni, nel gruppo 1 della zona UEFA, al Mondiale di Canada 2015 e poi nell'edizione 2015 dell'Algarve Cup, dove la Germania si classifica al 3º posto, tuttavia Hendrich rimane esclusa dalla rosa definitiva delle 23 calciatrici in partenza per il Canada. Nel marzo 2016 Neid la chiama per l'edizione inaugurale della SheBelieves Cup, dove scende in campo da titolare nella vittoria per 2-1 con l'Inghilterra e coglie con la sua nazionale il 2º posto dietro gli Stati Uniti, ma ancora una vola la lascia fuori rosa con la squadra che affronta il torneo di calcio femminile dei Giochi della XXXI Olimpiade di Rio 2016.
La nuova ct Steffi Jones, subentrata a Neid dopo la vittoria all'Olimpiade di Rio 2016, decide di concederle maggior fiducia della precedente gestione, e dopo averla testata in diverse amichevoli e nella SheBelieves Cup 2017, dove la Germania coglie nuovamente il 2º posto dietro alla Francia, decide, oltre averla impiegata nelle sue qualificazioni, di inserirla nella lista delle 23 giocatrici impegnate nella fase finale dell'Europeo dei Paesi Bassi 2017 emessa il 30 giugno 2017. Nel torneo UEFA scende in campo solo una volta, entrata all'inizio del secondo tempo al posto di Josephine Henning nella partita vinta 2-1 sull'Italia, con la Germania che dopo aver passato il turno al primo posto nel gruppo B della fase a gironi viene eliminata dalla Danimarca vittoriosa per 2-1 ai quarti di finale.

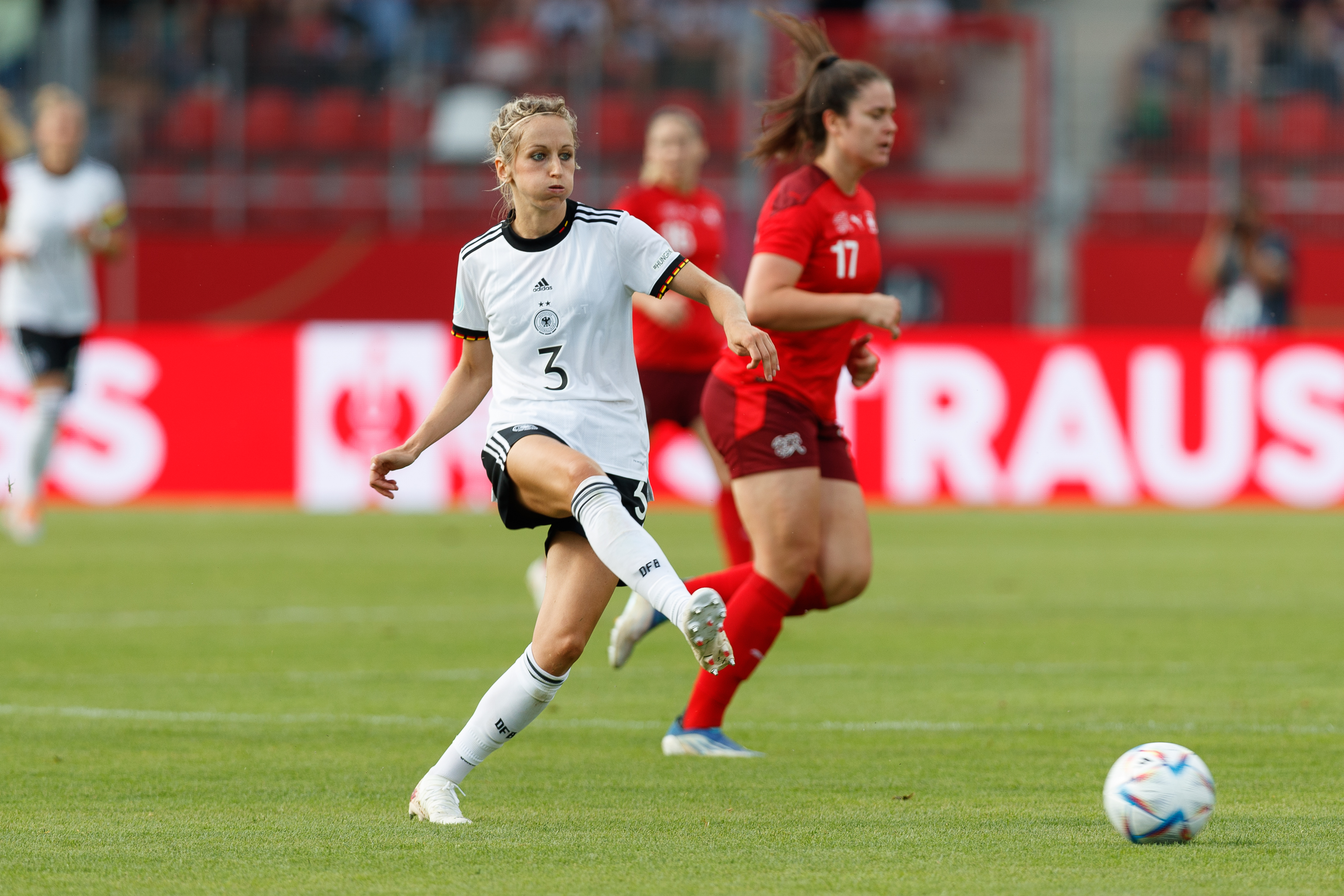
Hendrich con la maglia della nazionale nell'amichevole con la del 24 giugno 2022.

A inizio 2018 Jones la inserisce in rosa con la squadra che affronta la SheBelieves Cup 2018, dove Hendrich viene impiegata in tutti i tre incontri della terza edizione del torneo a invito e dove la Germania con due sconfitte e un pareggio si classifica al 4º e ultimo posto. La deludente prestazione ottenuta dalla nazionale tedesca nel torneo costa a Jones l'esonero da parte della DFB, con la panchina affidata, ad interim, a Horst Hrubesch, incaricato di avere la responsabilità tecnica della squadra fino all'arrivo, già annunciato, di Martina Voss-Tecklenburg, allora ct della Svizzera, al termine della fase di qualificazione al Mondiale di Francia 2019.
Dopo due presenze maturate nella gestione Hrubesch, l'arrivo di Voss-Tecklenburg non muta la fiducia nella centrocampista che viene confermata nei piani del nuovo ct con una serie regolari di convocazioni e l'inserimento nella lista delle 23 calciatrici in partenza per il torneo FIFA di Francia 2019 comunicata il 14 maggio 2019. Nel torneo FIFA la Germania, dopo aver chiuso da imbattuta al primo posto il gruppo B nella fase a gironi, dove Hendrich scende in campo con Cina e Spagna, incontri entrambi vinti per 1-0, prosegue il suo cammino battendo per 3-0 la Nigeria agli ottavi di finale ma la sua corsa viene interrotta dalla Svezia che, superandola a sorpresa per 2-1 ai quarti, la elimina da torneo.
Tra il 2020 e il 2021, oltre a essere chiamata in occasione dell'Algarve Cup 2020 scendendo in campo, da titolare solamente nell'incontro vinto con la Svezia 1-0, marca 4 presenze in amichevoli e 3 nelle qualificazioni, nel gruppo I, all'Europeo di Inghilterra 2022, chiuso dalla sua nazionale al primo posto e da imbattute, mentre dall'anno successivo le sue presenze nei tornei ufficiali si fanno sempre costanti. Voss-Tecklenburg la inserisce nell'iniziale rosa delle 23 calciatrici che affrontano l'edizione inaugurale dell'Arnold Clark Cup, tuttavia prima dell'inizio del torneo la squadra è falcidiata, Hendrich tra queste, dai casi di COVID-19, che costringono la ct tedesca a sostituire ben sei ragazze in rosa. Risolto senza alcuna conseguenza il periodo di riposo forzato, viene convocata per la fase finale dell'Europeo di Inghilterra 2022 dove, scesa in campo in tutti i 6 incontri disputati dalla Germania, condivide con le compagne l'amarezza della sconfitta in finale da parte delle padrone di casa. In seguito Voss-Tecklenburg la impiega durante le qualificazioni, nel gruppo H della zona UEFA, al Mondiale di Australia e Nuova zelanda 2023 marcando 6 presenze e contribuendo all'accesso della Germania alla fase finale del torneo FIFA.

## Statistiche

### Presenze e reti nei club
Statistiche aggiornate al 28 maggio 2023.
| Stagione                  | Squadra                   | Campionato                | Campionato | Campionato | Coppe nazionali | Coppe nazionali | Coppe nazionali | Coppe internazionali | Coppe internazionali | Coppe internazionali | Altre coppe | Altre coppe | Altre coppe | Totale | Totale |
| Stagione                  | Squadra                   | Comp                      | Pres       | Reti       | Comp            | Pres            | Reti            | Comp                 | Pres                 | Reti                 | Comp        | Pres        | Reti        | Pres   | Reti   |
| ------------------------- | ------------------------- | ------------------------- | ---------- | ---------- | --------------- | --------------- | --------------- | -------------------- | -------------------- | -------------------- | ----------- | ----------- | ----------- | ------ | ------ |
| 2009-2010                 | Bayer Leverkusen          | 2BL                       | 16         | 0          | CG              | 1               | 0               |                      | -                    | -                    |             | -           | -           | 17     | 0      |
| 2010-2011                 | Bayer Leverkusen          | BL                        | 22         | 0          | CG              | 2               | 0               |                      | -                    | -                    |             | -           | -           | 24     | 0      |
| 2011-2012                 | Bayer Leverkusen          | BL                        | 22         | 1          | CG              | 1               | 0               |                      | -                    | -                    |             | -           | -           | 23     | 1      |
| 2012-2013                 | Bayer Leverkusen          | BL                        | 22         | 1          | CG              | 1               | 0               |                      | -                    | -                    |             | -           | -           | 23     | 1      |
| 2013-2014                 | Bayer Leverkusen          | BL                        | 22         | 2          | CG              | 2               | 0               |                      | -                    | -                    |             | -           | -           | 24     | 2      |
| Totale Bayer Leverkusen   | Totale Bayer Leverkusen   | Totale Bayer Leverkusen   | 104        | 4          |                 | 7               | 0               |                      | -                    | -                    |             | -           | -           | 111    | 4      |
| 2014-2015                 | 1. FFC Francoforte        | BL                        | 21         | 0          | CG              | 3               | 0               | UWCL                 | 7                    | 0                    |             | -           | -           | 31     | 0      |
| 2015-2016                 | 1. FFC Francoforte        | BL                        | 21         | 1          | CG              | 1               | 0               | UWCL                 | 8                    | 0                    |             | -           | -           | 30     | 1      |
| 2016-2017                 | 1. FFC Francoforte        | BL                        | 22         | 1          | CG              | 3               | 0               |                      | -                    | -                    |             | -           | -           | 25     | 1      |
| 2017-2018                 | 1. FFC Francoforte        | BL                        | 22         | 2          | CG              | 3               | 0               |                      | -                    | -                    |             | -           | -           | 25     | 2      |
| Totale 1. FFC Francoforte | Totale 1. FFC Francoforte | Totale 1. FFC Francoforte | 86         | 4          |                 | 10              | 0               |                      | 15                   | 0                    |             | -           | -           | 111    | 4      |
| 2018-2019                 | Bayern Monaco             | BL                        | 21         | 1          | CG              | 3               | 0               | UWCL                 | 7                    | 0                    |             | -           | -           | 31     | 1      |
| 2019-2020                 | Bayern Monaco             | BL                        | 19         | 2          | CG              | 2               | 0               | UWCL                 | 4                    | 0                    |             | -           | -           | 25     | 2      |
| Totale Bayern Monaco      | Totale Bayern Monaco      | Totale Bayern Monaco      | 40         | 3          |                 | 5               | 0               |                      | 11                   | 0                    |             | -           | -           | 56     | 3      |
| 2019-2020                 | Wolfsburg                 | BL                        | -          | -          | CG              | -               | -               | UWCL                 | 3                    | 0                    |             | -           | -           | 3      | 0      |
| 2020-2021                 | Wolfsburg                 | BL                        | 15         | 2          | CG              | 3               | 0               | UWCL                 | 5                    | 0                    |             | -           | -           | 23     | 2      |
| 2021-2022                 | Wolfsburg                 | BL                        | 20         | 2          | CG              | 5               | 0               | UWCL                 | 12                   | 0                    |             | -           | -           | 37     | 2      |
| 2022-2023                 | Wolfsburg                 | BL                        | 21         | 0          | CG              | 4               | 0               | UWCL                 | 11                   | 0                    |             | -           | -           | 36     | 0      |
| Totale Wolfsburg          | Totale Wolfsburg          | Totale Wolfsburg          | 56         | 4          |                 | 12              | 0               |                      | 31                   | 0                    |             | -           | -           | 99     | 4      |
| Totale carriera           | Totale carriera           | Totale carriera           | 286        | 15         |                 | 37              | 0               |                      | 57                   | 0                    |             | -           | -           | 380    | 15     |

## Palmarès

### Club

#### Competizioni nazionali
- Campionato tedesco di seconda divisione: 1

Bayer Leverkusen: 2009-2010
- Campionato tedesco: 1

Wolfsburg: 2021-2022
- Coppa di Germania: 1

Wolfsburg: 2021-2022

#### Competizioni internazionali
- UEFA Women's Champions League: 1

1. FFC Francoforte: 2014-2015

### Nazionale
- Bronzo olimpico: 1

Parigi 2024
- Campionato d'Europa under 19: 1

2011